# Federico Iribarne
Federico Iribarne (Lanús, Provincia de Buenos Aires, 16 de enero de 1998) Iniciado en el ámbito del kart, donde comenzó a correr en el año 2011, desarrolló una importante carrera tanto a nivel nacional como internacional. Debutó a nivel profesional en 2014 en la Fórmula Metropolitana, donde participó hasta 2015. En este último año, tuvo su primera experiencia en automóviles de turismo, al debutar en el campeonato argentino de TC 2000, al comando de un Renault Fluence, a la vez de tener su primera incursión internacional al debutar en la Fórmula 4 Sudamericana. Para la temporada 2016, su agenda volvió a desdoblarse entres categorías, siendo propiciado su debut en la categoría Fórmula 4 Italiana, sin embargo tras 9 competencias retornó a su país volviendo a competir en el TC 2000. Para 2017, además de su continuidad en el TC 2000 donde fue convocado por el equipo PSG-16 Team para correr con un Honda Civic IX, fue anunciado su ingreso a la divisional TC Mouras de la Asociación Corredores de Turismo Carretera, donde debutó al comando de un Chevrolet Chevy, primeramente dentro del equipo de Emilio Satriano y más tarde en el Donto Racing de Laureano Campanera. En esta temporada, Iribarne terminó por conquistar el subcampeonato en el Joven TC 2000, al comando de su Honda Civic.

## Trayectoria
| Temporada         | Categoría                         | Equipo                | Coche               | Carreras | Victorias | Podios | Poles | VR    | Puntos      | Pos.        |
| ----------------- | --------------------------------- | --------------------- | ------------------- | -------- | --------- | ------ | ----- | ----- | ----------- | ----------- |
| 2014              | Fórmula Metropolitana             | Tati Race Team        | Crespi-Renault      | 13       | 1         | 3      | 1     | 0     | 57.00       | 12.º        |
| 2015              | Fórmula 4 Sudamericana            | Genérico              | Signatech-Fiat      | 8        | 1         | 3      | 0     | 1     | 91.00       | 7.º         |
| 2015              | Copa Argentina de Fórmula 4       | Genérico              | Signatech-Fiat      | 6        | 0         | 2      | 0     | 0     | 58.00       | 6.º         |
| 2015              | Fórmula Metropolitana             | Tati Race Team        | Crespi-Renault      | 12       | 4         | 6      | 4     | 3     | 154.00      | 4.º         |
| 2015              | TC2000                            | JM Motorsport         | Renault Fluence GT  | 10       | 0         | 0      | 0     | 0     | 6.00        | 29.º        |
| 2016              | Fórmula 4 Italiana                | Torino Squadra Corse  | Tatuus T014-Abarth  | 9        | 0         | 0      | 0     | 0     | 4.00        | 28.º        |
| 2016              | TC2000                            | JM Motorsport         | Renault Fluence GT  | 10       | 0         | 0      | 0     | 0     | 7.50        | 31.º        |
| 2017              | TC Mouras                         | Emilio Satriano Sport | Chevrolet Chevy     | 5        | 0         | 0      | 0     | 0     | 484.50      | 7.º         |
| 2017              | TC Mouras                         | Donto Racing          | Chevrolet Chevy     | 10       | 0         | 3      | 1     | 1     | 484.50      | 7.º         |
| 2017              | TC2000                            | PSG-16 Team           | Honda Civic IX      | 13       | 1         | 4      | 0     | 1     | 285.00      | 2.º         |
| 2018              | TC Pista                          | Donto Racing          | Chevrolet Chevy     | 13       | 0         | 0      | 0     | 0     | 275.50      | 19.º        |
| 2018              | Súper TC 2000                     | Citroën Total Racing  | Citroën C4 Lounge   | 17       | 0         | 0      | 0     | 0     | 10.00       | 22.º        |
| 2018              | Torneo de Invitados del TC Mouras | Impiombato Motorsport | Chevrolet Chevy     | 2        | 0         | 0      | 0     | 0     | 19.50       | 24.º        |
| 2018              | Buenos Aires 1000 de TC           | Nova Racing           | Ford Falcon         | 1        | 0         | 0      | 0     | 0     | 0.00        | Inv.        |
|                   | TC Pista                          | Laboritto Jrs. Racing | Torino Cherokee     | 11       | 0         | 1      | 0     | 0     | 388.50      | 10.º        |
| Coiro Dole Racing | TC Pista                          | 4                     | Torino Cherokee     | 0        | 0         | 0      | 0     |       | 388.50      | 10.º        |
| 2020              | TC Pista                          | JP Carrera            | Chevrolet Chevy     | 11       | 1         | 1      | 0     | 0     | 281.50      | 11.º        |
| 2021              | TC Pista                          | JP Carrera            | Chevrolet Chevy     | 14       | 1         | 3      | 0     | 1     | 470.50      | 2.º         |
| 2021              | TC Pick Up                        | JP Carrera            | Toyota Hilux        | 1        | 0         | 0      | 0     | 0     | 21.00       | 44.º        |
| 2022              | Turismo Carretera                 | JP Carrera            | Dodge Cherokee      | 7        | 0         | 0      | 0     | 0     | Por definir | Por definir |
| 2022              | Turismo Carretera                 | Sprint Racing         | Torino Cherokee     |          |           |        |       |       | Por definir | Por definir |
| 2022              | Clase 3 del Turismo Nacional      | GR Competición        | Nissan Sentra B17   | 3        | 0         | 0      | 0     | 0     | Por definir | Por definir |
| 2022              | Clase 3 del Turismo Nacional      | Coiro Dole Racing     | Toyota Corolla E210 |          |           |        |       |       | Por definir | Por definir |
| Fuente:           | [ 9 ]                             | [ 9 ]                 | [ 9 ]               | [ 9 ]    | [ 9 ]     | [ 9 ]  | [ 9 ] | [ 9 ] | [ 9 ]       | [ 9 ]       |

### Resultados completos TC Mouras
| Año                   | Año             | Fechas | Fechas | Fechas | Fechas | Fechas | Fechas | Fechas | Fechas | Fechas | Fechas | Fechas | Fechas | Fechas | Fechas | Fechas | Posición final     |
| Equipo                | Automóvil       | Fechas | Fechas | Fechas | Fechas | Fechas | Fechas | Fechas | Fechas | Fechas | Fechas | Fechas | Fechas | Fechas | Fechas | Fechas | Posición final     |
| --------------------- | --------------- | ------ | ------ | ------ | ------ | ------ | ------ | ------ | ------ | ------ | ------ | ------ | ------ | ------ | ------ | ------ | ------------------ |
| 2017                  | 2017            | 01     | 02     | 03     | 04     | 05     | 06     | 07     | 08     | 09     | 10     | 11     | 12     | 13     | 14     | 15     | 7º (484.50 puntos) |
| Emilio Satriano Sport | Chevrolet Chevy | 24     | 16     | 10     | 26     | 14     |        |        |        |        |        |        |        |        |        |        | 7º (484.50 puntos) |
| Donto Racing          | Chevrolet Chevy |        |        |        |        |        | 11     | 3º     | 5º     | 6º     | 12     | 3º     | SV     | 5º     | 2º     | 4º     | 7º (484.50 puntos) |

### TC 2000
| Año  | Equipo                        | Auto            | 1    | 2    | 3     | 4     | 5    | 6    | 7     | 8     | 9   | 10   | 11    | 12   | 13    | 14     | 15     | 16     | 17    | 18    | 19  | 20     | 21  | 22  | 23  | Res. | Puntos |
| ---- | ----------------------------- | --------------- | ---- | ---- | ----- | ----- | ---- | ---- | ----- | ----- | --- | ---- | ----- | ---- | ----- | ------ | ------ | ------ | ----- | ----- | --- | ------ | --- | --- | --- | ---- | ------ |
| 2015 |                               |                 | AG   | AG   | CON   | CON   | BA   | BA   | MER   | JUN   | JUN | LP I | LP I  | NDJ  | RAF   | RAF    | LP II  | LP II  | SL    | SL    | RC  | RC     | CDU | CDU |     | 29°  | 6      |
| 2015 | Vitelli Competición           | Renault Fluence |      |      |       |       |      |      |       |       |     | Ret  | 20    |      |       |        |        |        |       |       |     |        |     |     |     | 29°  | 6      |
| 2015 | JM Motorsport                 | Renault Fluence |      |      |       |       |      |      |       |       |     |      |       |      |       |        | 15     | 18     | 10    | Ret   | NL  | 16     | 13  | 9   |     | 29°  | 6      |
| 2016 |                               |                 | SMM  | SMM  | CON I | CON I | BA I | BA I | SJO   | SJO   | LP  | LP   | CDU   | CDU  | BA II | BA II  | CON II | CON II | RAF   | RAF   | AG  | RC     | RC  | PAR | PAR | 31°  | 7,5    |
| 2016 | JM Motorsport                 | Renault Fluence |      |      |       |       |      |      |       |       |     |      |       |      | 17    | 13     | 12     | 15     | Ret   | 19†   | Ret | NL     | Ret | Ret | 19† | 31°  | 7,5    |
| 2017 |                               |                 | AG I | AG I | BA I  | BA I  | CDU  | CDU  | PAR I | PAR I | RC  | RC   | BA II | SL   | SL    | PAR II | PAR II | AG II  | SMM   | CON   | CON | BA III |     |     |     | 2°   | 283    |
| 2017 | PSG-16 Team                   | Honda Civic IX  | 4    | 3    | NL    | 7     | 1    | 8    | 18    | 11    | 21† | 2    | 6     | 10   | 3     | 14     | Ex.    | 4      | 7     | 1     | 5   | 4      |     |     |     | 2°   | 283    |
| 2018 |                               |                 | AG I | AG I | CDU   | CDU   | CON  | CON  | RC    | RC    | BA  | LP   | LP    | SL I | SL I  | AG II  | SMM    | SMM    | SL II | SL II | ROS | ROS    | PAR | PAR |     | -    | -      |
| 2018 | Citroën Total Racing Team PSG | Citroën C4 II   |      |      |       |       |      |      |       |       | 8   |      |       |      |       |        |        |        |       |       |     |        |     |     |     | -    | -      |

### Súper TC 2000
| Año  | Equipo                                  | Auto          | 1    | 2   | 3   | 4   | 5   | 6   | 7   | 8   | 9   | 10  | 11  | 12  | 13    | 14  | Res. | Puntos |
| ---- | --------------------------------------- | ------------- | ---- | --- | --- | --- | --- | --- | --- | --- | --- | --- | --- | --- | ----- | --- | ---- | ------ |
| 2018 |                                         |               | BA I | ROS | ROS | SMM | PDF | RAF | SJU | OBE | SFE | SFE | TRH | SNI | BA II | AG  | 22°  | 10     |
| 2018 | Citroën Total Racing Súper TC 2000 Team | Citroën C4 II | 9    | 10  | 18  | Ret | Ret | 14† | 14  | 19† | 13  | 11  | 18† | Ret | Ret   | Ex. | 22°  | 10     |

## Palmarés
| Título     | Categoría | Automóvil       | Año  |
| ---------- | --------- | --------------- | ---- |
| Subcampeón | TC 2000   | Honda Civic IX  | 2017 |
| Subcampeón | TC Pista  | Chevrolet Chevy | 2021 |